# جوشش هسته‌ای
جوشش هسته‌ای (انگلیسی: Nucleate boiling) نوعی جوشیدن است، که در زمانی که دمای سطحی از دمای اشباع سیال از مقدار خاصی بیش‌تر باشد ولی شار حرارتی از شار حرارتی بحرانی کم‌تر باشد رخ می‌دهد.